# 吳惟英
吳惟英（1605年—1644年），吳瑾五世孫，吴汝胤之子，吴惟业之弟，陝西行都指揮使司涼州衛（今甘肅省武威市）人，明朝軍事將領，恭順侯。
吳惟英繼兄吴惟业之后承袭恭順侯爵位，掌管後軍都督府管府事、京營總督。崇禎末年，李自成攻入北京，吳惟英與全家自尽殉国。。弟吳惟華降清。